# Балаклавски залив
Балаклавският залив (на украински: Балаклавська бухта; на руски: Балаклавская бухта) е залив на Черно море, на брега на полустров Крим в Украйна.

## Характеристики на залива
В административно отношение бреговете на залива са част от град Севастопол, като по тях е разположено селището Балаклава. Той има дължина около 1,5 km, а ширината му варира между 45 и 400 метра. Входът на залива се намира между носовете Георги (известен още като Балаклавски, източното крайбрежие) и нос Курон (известен още като Западен, Батерия). На входа на залива на източния бряг се намира връх Крепостная (Кастрон) с руините на генуезката крепост Чембало. Заливът е извит, живописен, скрит от планини, незабележим от морето. Извиващият се фарватер предпазва залива от силни бури.
Характеристиката на Балаклавския залив е неговата полузатвореност и ограничена връзка с откритата част на Черно море. Конфигурацията на бреговата линия разделя залива на две части – южната дълбоководна част, която комуникира с откритата част на морето, и северната плитководна, почти застояла, по-замърсена част, където навлизат антропогенни отпадни води.
Балаклавският залив е най-добрият яхтен залив на Черноморието по своите географски, природни и навигационни характеристики. Затворен е от вятър и вълни от всички посоки. Балаклавският залив не е натоварен с кораби с голям тонаж, което създава по-малко проблеми и повишава безопасността на корабоплаването.

## Имена и история
Древногръцкото име на залива е Syumbolon-limen (Симболон, пристанище на символите). Може би именно той е споменат в Одисеята на Омир като залива на Лестригоните – в случая този текст е първото споменаване на Крим в писмени източници. В района на крайбрежната тераса, по протежение на насипа Назукин, най-вероятно в древността е имало пристанище Симболон, а през Средновековието – пристанище Ямболи.
До 20-ти век заливът е бил известен с големия си улов на кефал и скумрия. Тук са базирани 14-та дивизия подводници на Черноморския флот на СССР и 5-та отделна бригада патрулни кораби на Граничните войски на КГБ на СССР; последният, с разпадането на СССР, е преименуван на Севастополския отряд на морската охрана на Държавната гранична охрана на Украйна. На 2 март 2014 г. структурата е прехвърлена в Одеса. От 1957 до 1993 година в Балаклавския залив е разположена военноморска база, предназначена за поддръжка на подводници с ядрено оръжие. Сега това е музеен комплекс „Балаклава“.

## Екология
Съобщава се, че на дъното на залива близо до нос Каябаши от 1941 г. насам са заровени 80 контейнера с химически бойни агенти (иприт и люисит). Твърди се, че съществува потенциална опасност от замърсяване на акваторията. Но нито Министерството на извънредните ситуации на Крим, нито водолазите от Ялта потвърдиха тези слухове.